# Front national de résistance
Ne doit pas être confondu avec Front de résistance.
Le Front national de résistance (FNR) ou Résistance du Panchir est une alliance militaire en Afghanistan, créée en juillet-août 2021, durant l'offensive des talibans, qui se compose d'anciens membres de l'Armée nationale afghane, de l'Alliance du Nord et d'autres opposants au mouvement  islamiste des talibans.
Active sur le territoire de la province du Panchir au nord-est du pays, elle est, après la prise de Kaboul en août 2021, la principale organisation de résistance au régime taliban de l’émirat islamique d'Afghanistan.
Elle est dirigée par Ahmad Massoud (le fils du commandant Ahmed Chah Massoud, connu pour sa lutte victorieuse contre les troupes soviétiques en Afghanistan puis contre les talibans), et Amrullah Saleh, vice-président de la république islamique d'Afghanistan, qui après la fuite de l'ancien président Ashraf Ghani hors du pays, s'est autoproclamé président en vertu de la constitution.

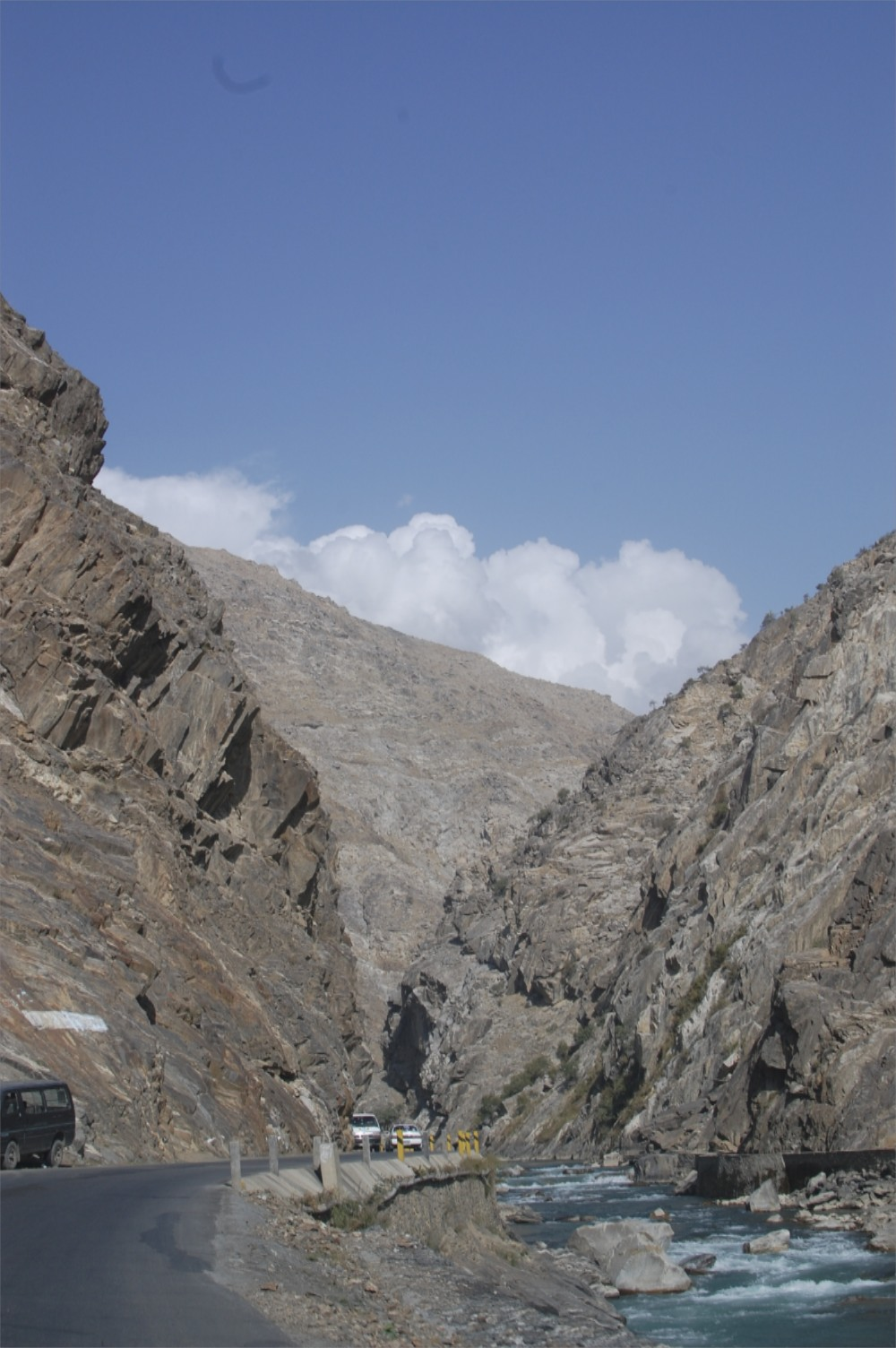
Grand route dans une vallée du Panchir

## Histoire
Dans les années 1990, la vallée du Panchir et les territoires voisins étaient des bases d'opérations de l'Alliance du Nord. C'est une région peuplée principalement de Tadjiks, parlant le dari, et qui est le lieu de naissance d'Ahmed Chah Massoud (le « lion du Panchir »), le commandant des campagnes anti-talibans et de son fils et successeur Ahmad Massoud.
Les 13 juillet 2021, l'édition indienne du journal The Economic Times rapporte que les anciens dirigeants de l'Alliance du Nord envisagent de se grouper dans la lutte contre les talibans. Le 28 juillet, The Washington Post fait état que les restes de l'Alliance du Nord se mobilisent sous l'égide de la résistance.
En août 2021, après la prise de Kaboul, des opposants aux talibans, y compris le premier vice-président Amrullah Saleh, se réfugient dans la vallée du Panchir, l'une des seules région de l'Afghanistan qui ne soit pas tombée aux mains des talibans, pour y créer un nouveau front de résistance,,.
Amrullah Saleh, sur son compte Twitter, dénonce la fuite d'Ashraf Ghani : « Je me trouve dans le pays et je suis président par intérim. Selon la constitution afghane, en cas de fuite, de démission ou de décès du chef de l'État, le vice-président dirige le pays » (l'ambassadeur d'Afghanistan à Douchanbé (Tadjikistan) a reconnu Saleh comme président). En sa qualité, il a appelé ses concitoyens à résister aux talibans.
Le 17 août 2021, des informations non confirmées font état d'un afflux d'Afghans dans les rangs de la résistance. D'anciens soldats tadjiks de l’armée afghane arrivent également dans le Panchir montés sur des tanks et des véhicules blindés. Le même jour, la résistance reprend le district de Tcharikar dans la province de Parwan, coupant les communications par la route entre Kaboul et Mazâr-e Charîf.  

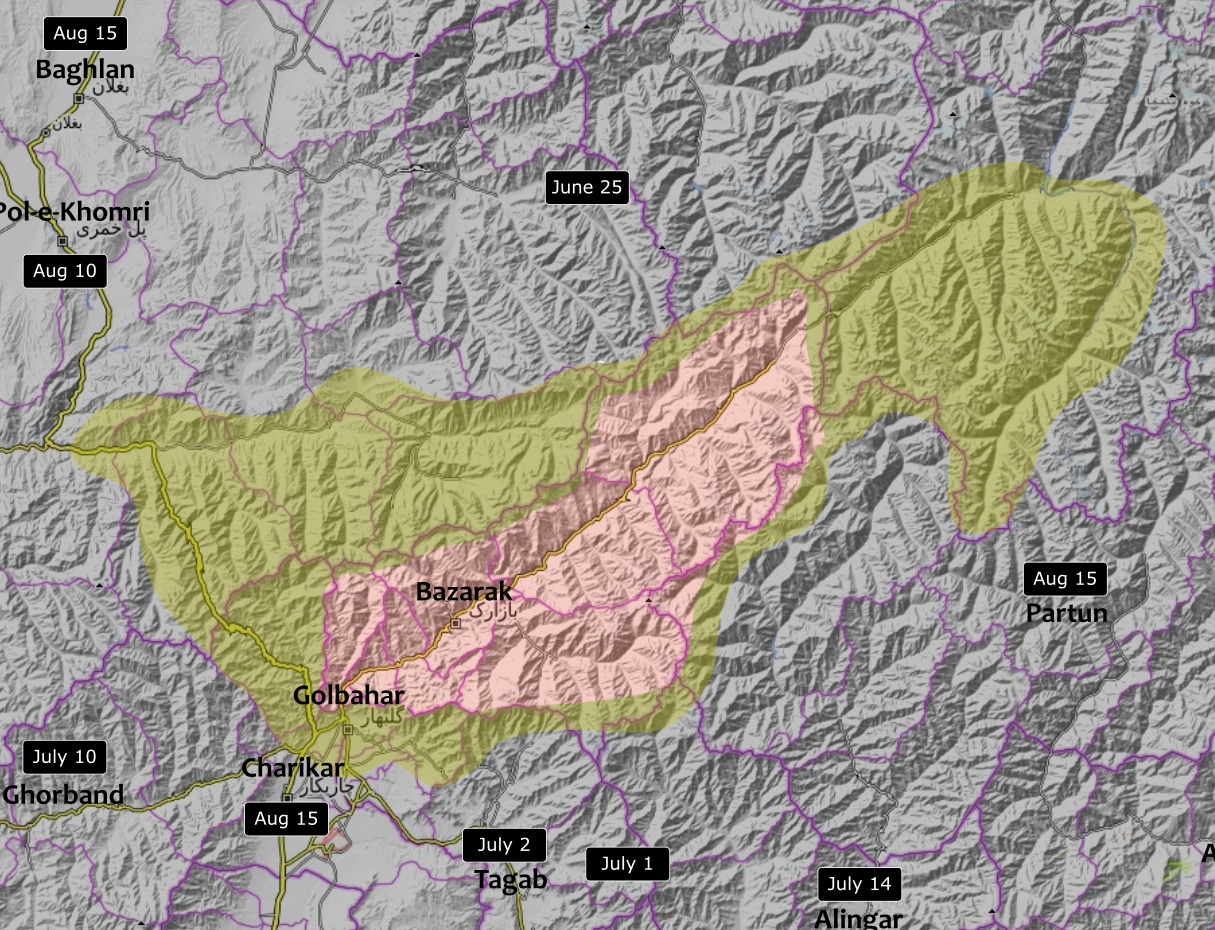
Carte montrant le contrôle de l'Afghanistan par la résistance en rose le 17 août 2021.

Le 20 août, trois districts de la province de Baghlân sont passés sous le contrôle des forces de la résistance.  
Le 21 août, la zone de Baghlân qui était occupée par la résistance est reprise par les talibans pratiquement sans combats. Le 22 août, la chaîne saoudienne Al-Arabiya rapporte que les représentants des talibans ont accordé un délai de quatre heures à la résistance pour abandonner la province du Panchir sous peine de la voir reprise par eux par la force. Après le refus d'Ahmad Massoud d'obéir à cette injonction, une offensive est lancée par les deux camps au cours de laquelle un détachement de talibans aurait été pris en embuscade dans la vallée d'Andarab. Le 23, les talibans affirment avoir repris le contrôle des zones perdues précédemment dans la province de Baghlân.

## Analyses
Selon le point de vue du journal The Economist, la cause de la résistance semble désespérée. Le quotidien britannique The Independent signale que les résistants risquent d'être dépassés par les talibans qui ont capturé des armes et du matériel de guerre occidental pendant leur offensive.
Un journaliste afghan anonyme déclare que les résistants doivent commencer à planifier une résistance prolongée contre les talibans s'ils veulent tenir la vallée du Panchir. De son côté, l'analyste Bill Roggio (en) considère que les perspectives de la résistance sont sombres, bien que leur base soit défendable et qu'Amrullah Saleh puisse compter sur un large réseau potentiel à travers tout le pays.
Le spécialiste de l'Afghanistan Gilles Dorronsoro, de l'université de la Sorbonne considère que les forces talibanes pourraient imposer un verrouillage du Panchir qui n'est pas en soi une menace majeure. Il existe également des inquiétudes concernant Amrullah Saleh et Ahmad Massoud qui viennent d'horizons politiques différents bien que tous deux hostiles aux talibans. Par ailleurs, Ahmad Massoud ne possède pas l'influence politique de son père mort en 2001.

## Drapeaux

Drapeau de l'État islamique d'Afghanistan et de l'Alliance du Nord, utilisé par le Front national de résistance[22],[23],[24].
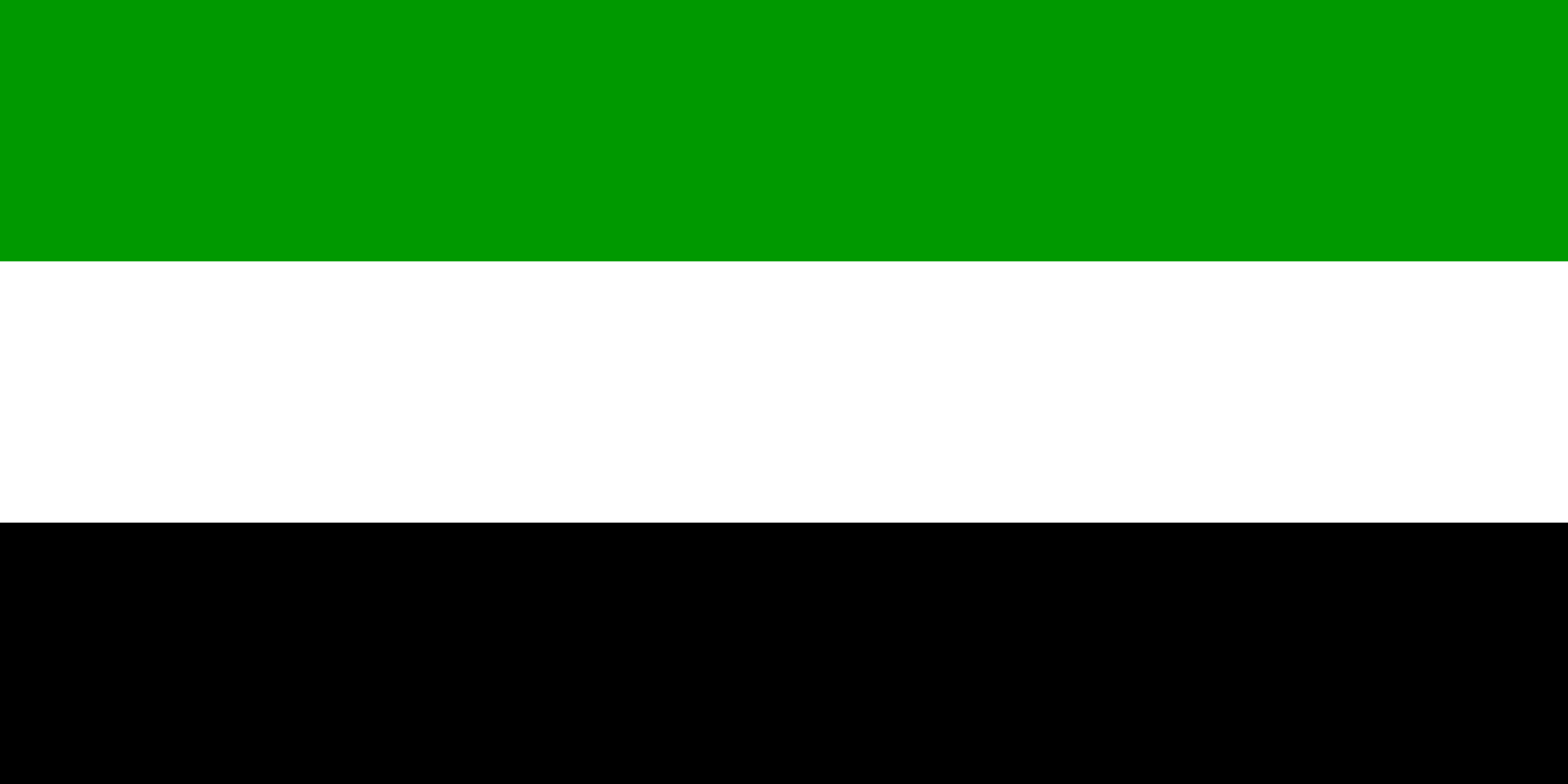
Version simplifiée du drapeau de l'État islamique d'Afghanistan et de l'Alliance du Nord, utilisé par le Front national de résistance[25].
Drapeau de la république islamique d'Afghanistan, utilisé par le Front national de résistance[22].